# كأس الجبل الأسود 2009–10
كأس الجبل الأسود 2009–10 هو الموسم 4 من كأس الجبل الأسود. أقيم خلال الفترة 16 سبتمبر 2009 وحتى 19 مايو 2010، وأشرف على تنظيمه اتحاد الجبل الأسود لكرة القدم، وكان عدد الأندية المشاركة فيه 30، وفاز فيه نادي رودار بليفليا.